# Hyparrhenia arrhenobasis
Hyparrhenia arrhenobasis là một loài thực vật có hoa trong họ Hòa thảo. Loài này được (Hochst. ex Steud.) Stapf mô tả khoa học đầu tiên năm 1918.